# 圣卡洛杰罗
圣卡洛杰罗（義大利語：San Calogero），是意大利维博瓦伦蒂亚省的一个市镇。总面积25平方公里，人口4572人，人口密度182.9人/平方公里（2009年）。